# Parque eólico de Es Milà

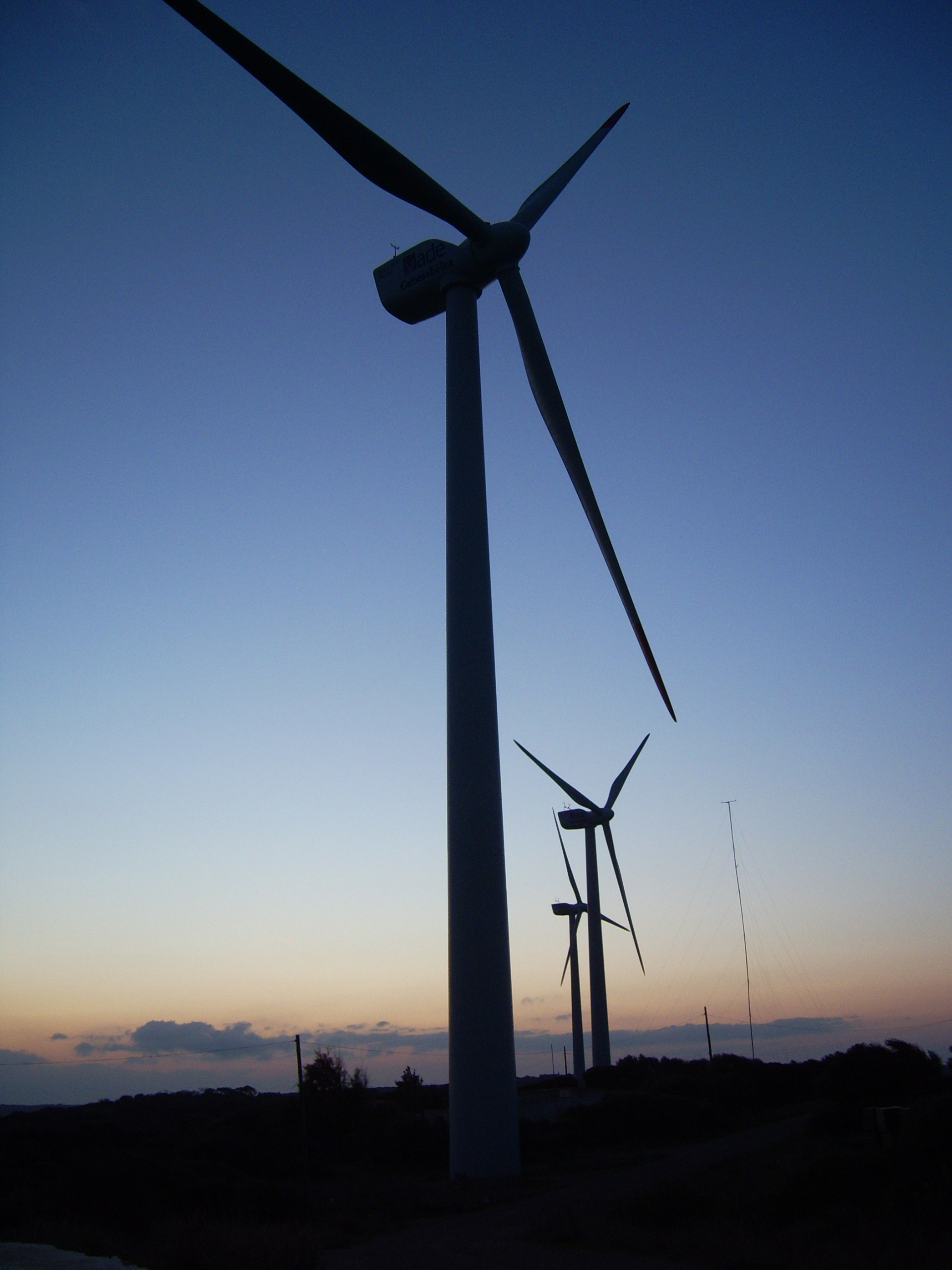
Aerogeneradores del parque eólico de Es Milà.

El parque eólico de Es Milà, situado en la zona de es Milà, término municipal de Mahón, Menorca, fue el primer parque eólico en las Islas Baleares.
Construido entre los años 2003 y 2004, está formado por cuatro aerogeneradores del modelo Made AE-59, que proporcionan 800 kW de potencia cada uno, para un total de 3200 kW. Con una producción anual prevista de 7.040 MWh/año, pueden proporcionar electricidad a unos 2.000 viviendas.
El viento en la zona tiene una velocidad media de 6,7 m/s y sus direcciones predominantes son NE y SO.
Actualmente hay uno desmantelado y los otros 3 parados por averias

## Producción eléctrica
La electricidad producida por el parque eólico desde su entrada en funcionamiento en 2004 ronda los 5,5 GWh/año. A continuación se presenta una tabla con las producciones anuales:
| 2004 | 3.732.841 | (enlace roto disponible en Internet Archive; véase el historial, la primera versión y la última). |
| 2005 | 5.429.653 | (enlace roto disponible en Internet Archive; véase el historial, la primera versión y la última). |
| 2006 | 5.877.387 | (enlace roto disponible en Internet Archive; véase el historial, la primera versión y la última). |
| 2007 | 5.651.433 | (enlace roto disponible en Internet Archive; véase el historial, la primera versión y la última). |
| 2008 | 5.467.687 | (enlace roto disponible en Internet Archive; véase el historial, la primera versión y la última). |
| 2009 | 5.498.432 | (enlace roto disponible en Internet Archive; véase el historial, la primera versión y la última). |